# Vọng Khuê
Vọng Khuê (chữ Hán giản thể: 望奎县, âm Hán Việt: Vọng Khuê huyện) là một huyện thuộc địa cấp thị Tuy Hóa, tỉnh Hắc Long Giang, Cộng hòa Nhân dân Trung Hoa. Tên cũ là Song Long Thành. Huyện Vọng Khuê có diện tích 2299 km², dân số 480.000 người. Mã số bưu chính của huyện Vọng Khuê là 152101. Chính quyền nhân dân huyện Vọng Khuê đóng tại trấn Vọng Khuê. Huyện xã này được chia thành 6 trấn, 13 hương, 
- Nhai đạo biện sự xứ:
- Trấn: Vọng Khuê, Liên Hoa, Thông Giang, Vệ Tinh, Hải Phong, Huệ Thất.
- Hương: Hỏa Tiễn, Đông Giao, Đăng Tháp, Đông Thăng, Cung Lục, Linh Sơn, Hậu Tam, Phú Nhiêu, Tiên Phong, Phú Nguyên, Hoàn Thành, Mẫn Tam, Sương Bạch Mãn.